# Глобус Колумба для державних та галузевих лідерів

Глобус Гітлера, сфотографований радянським оператором під час відвідин Рейхсканцелярії, 1945 рік

Глобус Колумба для державних і промислових лідерів (також відомий як Глобус Гітлера або Глобус Фюрера) був унікальним глобусом, розробленим для Адольфа Гітлера та його нацистської партії.
Виготовлений у Берліні в 1930-х роках, Глобус Колумба для державних та промислових лідерів знаходився в кабінеті Гітлера протягом більшої частини свого існування. Він став широко відомим у Сполучених Штатах після того, як комік Чарлі Чаплін спародіював його у своєму фільмі "Великий диктатор" 1940 року. Комедійна група The Three Stooges також висміювала його у двох своїх коротких тематичних комедіях. Один з двох лімітованих примірників глобуса був розграбований Джоном Барсаміаном, рядовим армії США, під час літнього відпочинку Гітлера невдовзі після війни і проданий через 60 років на аукціоні в Сан-Франциско за $100 000. Глобус у кабінеті Гітлера замінив Ефіопію на Італійську Східну Африку та був відомий своїми розмірами, а також вартістю виготовлення.

## Історія Походження
У середині 1930-х років у Берліні було виготовлено дві обмежені серії глобуса: одна для Нацистської партії, а інша - спеціально для Гітлера. Глобус для Гітлера був розміром майже з "Фольксваген Жук" і коштував дуже дорого. Він змінив Абіссінію (сьогоднішня Ефіопія) на Італійську Східну Африку. Інший глобус був виготовлений зі звичайного дерева без жодних особливостей. Реальну кількість виготовлених глобусів неможливо перевірити, оскільки фабрика, яка виготовила глобус, разом з її архівами була знищена під час повітряних нальотів у 1943 році.
Вольфрам Побанц, польський історик та ентузіаст глобусів, вважає, що хоча глобус і знаходився в його кабінеті, Гітлер, ймовірно, не особливо любив його, заявляючи:
|  | Гітлер, мабуть, нічого не думав про глобус. Біля глобуса немає жодної фотографії Гітлера. Він контролював усі свої фотографії. Якби глобус дійсно означав щось особливе для Гітлера, напевно була б його фотографія. |

У 1938 році Гітлер вирішив, що стара Рейхсканцелярія недостатньо велика для розміщення міністерств нацистської Німеччини. Він доручив своєму улюбленому архітектору Альберту Шпеєру побудувати нову канцелярію. Після завершення масштабних ремонтних робіт на початку 1939 року за наполяганням Гітлера, глобус було перенесено до нового кабінету Гітлера, розташованого в самому центрі нової канцелярії, де він залишався аж до окупації будівлі радянськими військами у квітні 1945 року.

## Місцезнаходження
Численні глобуси, які нібито належали Гітлеру, існують по всьому світу, хоча автентичність багатьох з них викликає сумніви. У Берліні є три глобуси: один у географічному інституті, другий - у музеї Марчера, а третій - у Німецькому історичному музеї. Ще два знаходяться в публічних колекціях Мюнхена. На багатьох глобусах Німеччина зображена з діркою від кулі або просто стерта з лиця землі, що було зроблено з презирства радянськими чи американськими солдатами.

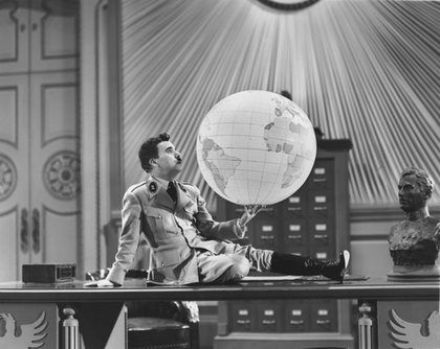
У фільмі "Великий диктатор" пародіюється "Глобус Колумба" для державних і промислових лідерів

Судячи з фотографій, жоден з цих глобусів не є глобусом з кабінету Гітлера в канцелярії.
У травні 1945 року американський солдат Джон Барсаміан знайшов глобус, який нібито належав Гітлеру, серед руїн Берггофа, будинку Гітлера на Оберзальцберзі поблизу Берхтесгадена, де він часто жив, коли не був у Берліні. Коли Барсаміан приїхав, будинок був майже повністю розграбований. Він забрав глобус додому і зберігав його протягом 60 років, перш ніж продати на аукціоні в Сан-Франциско у 2007 році. Боб Прітікін, підприємець із Сан-Франциско, купив глобус за 100 000 доларів, що в п'ять разів перевищує початкову естімейт у 20 000 доларів.
У вересні 2007 року історик Вольфрам Побанц заявив, що копія гігантського глобуса з кульовим отвором у Німецькому історичному музеї в Берліні належить не Гітлеру, а іншому глобусу, який, як вважають, належав Йоахіму фон Ріббентропу, нацистському міністру закордонних справ, і не дав жодної підказки щодо того, де сьогодні знаходиться глобус, який належав Гітлеру.

## Спадщина
Глобус вважається метафоричним зображенням нібито мегаломанічного прагнення Адольфа Гітлера до завоювання світу. Він з'являється у першій голлівудській сатирі на Гітлера та нацистів, короткометражці "Ти, нацистський шпигуне!", що вийшла на екрани у січні 1940 року.
У фільмі Чарлі Чапліна "Великий диктатор", що вийшов у жовтні 1940 року, земна куля зображена у вигляді пляжного м'яча, який лопається перед обличчям диктатора "Аденоїда Гінкеля".
У фільмі "Я більше ніколи не буду здоровий" (I'll Never Heil Again), продовженні фільму "Ти, нацистський шпигуне!", що вийшов у липні 1941 року, напарники "Акселя" диктатора Моронікана Мо Хейлстоуна грають у гру "тримайся подалі від глобуса". Військовий командир Хейлстоуна, "фельдмаршал Херрінг", врешті-решт розбиває глобус об голову Хейлстоуна.